# Jordi Freixanet
Jordi Freixanet Solervicens (Manresa, 15 marzo 1962) è un ex cestista spagnolo.

## Carriera
Con la Spagna conquistò la medaglia d'argento ai Giochi del Mediterraneo del 1987.